# Johannes Matelart
Johannes Matelart (ook Matelart, Matellarto, Matelarte en andere variaties; voornaam wordt soms weergegeven als Ioanne of Jean) (voor 1538 – 7 juni 1607) was een Franco-Vlaams componist uit de late renaissance die actief was in Vlaanderen, Bonn en Rome.
Niet veel is geweten over Matelarts leven. Oorspronkelijk kwam hij uit West-Vlaanderen en had hij een positie als koormeester in Bonn tijdens een vroege periode in zijn leven. Tegen 1558 was hij naar Italië verhuisd, waar hij zou blijven tot in 1562. In 1565 werd hij aangesteld als kapelmeester aan de kerk van San Lorenzo in Damaso, waar hij meer dan veertig jaar verbleef. Volgens een detail in een publicatie uit 1596 zou hij in 1596 nog steeds deze positie bekleed hebben en woonde hij toen in Rome.
Een klein deel van zijn oeuvre overleefde de tand des tijds en veel van zijn werk is instrumentaal in plaats van vocaal, wat eerder ongewoon is voor een componist van de Romeinse School. Hij publiceerde een muziekboek voor luit dat 15 zelfgeschreven fantasias in tabulatuurvorm bevat, naast arrangementen van stukken van Cristóbal de Morales en Francesco Canova da Milano.
Matelart componeerde ook vocale religieuze muziek, waaronder een reeks responsoria voor vier tot vijf stemmen (1596). Deze collectie bevat 21 gezangen van Matelarts hand, naast muziek van andere componisten waaronder Clemens non Papa, Orlando di Lasso, Costanzo Festa, and Giovanni Pierluigi da Palestrina.
Een aantal werken van zijn hand overleven vandaag, waaronder een werelds madrigaal.